# Khaled Moustafa
Khaled Moustafa – egipski piłkarz grający na pozycji bramkarza. W swojej karierze rozegrał 3 mecze w reprezentacji Egiptu.

## Kariera klubowa
Swoją karierę piłkarską Moustafa rozpoczął w klubie Al-Ahly Kair. W sezonie 1984/1985 wywalczył z nim dublet - mistrzostwo i Puchar Egiptu, a także zdobył Puchar Zdobywców Pucharów. W latach 1985–1991 grał w Al-Ittihad Aleksandria, a w sezonie 1991/1992 był zawodnikiem Olympic Aleksandria. W sezonie 1992/1993 ponownie grał w Al-Ahly Kair. Zdobył z nim Puchar Zdobywców Pucharów i Puchar Egiptu. W latach 1993–1995 był piłkarzem klubu El Mokawloon SC. W sezonie 1994/1995, ostatnim w karierze, sięgnął po Puchar Egiptu.

## Kariera reprezentacyjna
W reprezentacji Egiptu Moustafa zadebiutował 20 grudnia 1988 w wygranym 2:1 towarzyskim meczu z Zambią, rozegranym w Nkanie. W 1992 roku powołano go do kadry na Puchar Narodów Afryki 1992. Na tym turnieju nie wystąpił ani razu. Od 1988 do 1989 rozegrał w kadrze narodowej 3 mecze.